# USS LST-769
O USS LST-769 foi um navio de guerra norte-americano da classe LST que operou durante a Segunda Guerra Mundial.